# كابل الهند والشرق الأوسط وغرب أوروبا
كابل الهند والشرق الأوسط وغرب أوروبا (وإختصاره:I-ME-WE) هو نظام كابل اتصالات بحري يبلغ طوله 13000 كيلومتر (8,100 ميل) بين الهند وفرنسا. تبلغ الطاقة التصميمية له 3.84 تيرابايت في الثانية. وهو يعمل منذ عام 2009 ويعدها تم توصيل طرابلس، لبنان في نوفمبر 2011. يأمل مقدمو خدمات الإنترنت ومشغلو الشبكات في الاستفادة من عرض النطاق الترددي الإضافي لدعم خدمات النطاق الترددي عريض النطاق من نظير إلى نظير ذات النطاق الترددي العالي مثل الوسائط المتدفقة والإنترنت عريض النطاق والاتصال الصوتي/ المرئي.
يتضمن نظام الكابلات هذا وصلة أرضية تربط مدينتي الإسكندرية والسويس بمصر. يتألف نظام الكابلات I-ME-WE من ثلاثة أزواج من كابلات الألياف الضوئية وخطين رئيسيين. لهذا الكابل البحري نقاط هبوط في:
- مومباي في الهند
- كراتشي في باكستان
- الفجيرة بالإمارات العربية المتحدة
- جدة في السعودية
- السويس في مصر
- الإسكندرية في مصر
- طرابلس في لبنان
- كاتانيا في إيطاليا
- مرسيليا في فرنسا

تم تمويل نظام الكابلات من قبل اتحاد من 9 شركات من جميع أنحاء العالم:
- بهارتي إيرتيل من الهند
- شركة الاتصالات الباكستانية
- مؤسسة الإمارات للاتصالات
- أورنج من فرنسا
- اورجيو من لبنان
- إس تي سي السعودية
- المصرية للاتصالات
- تيليكوم إيطاليا
- تاتا للإتصالات من الهند

تم منح عقد بناء وصيانة نظام الكابلات لشركة ألكاتل-لوسنت. أيضا، تم التعاقد مع تمديد نظام الشبكة لشركة ميتسوبيشي إلكتريك.